# Lijst van voetbalinterlands Australië - Schotland
Deze lijst van voetbalinterlands is een overzicht van alle officiële voetbalwedstrijden tussen de nationale teams van Australië en Schotland. De landen speelden tot op heden vijf keer tegen elkaar, te beginnen met een kwalificatiewedstrijd voor het Wereldkampioenschap voetbal 1986 op 20 november 1985 in Glasgow. Het laatste duel, een vriendschappelijke wedstrijd, vond plaats in Edinburgh op 15 augustus 2012.

## Wedstrijden
| № | Plaats    | Datum            | Competitie           | Wedstrijd             | Uitslag |
| - | --------- | ---------------- | -------------------- | --------------------- | ------- |
| 1 | Glasgow   | 20 november 1985 | WK 1986 kwalificatie | Schotland – Australië | 2 – 0   |
| 2 | Melbourne | 4 december 1985  | WK 1986 kwalificatie | Australië – Schotland | 0 – 0   |
| 3 | Glasgow   | 27 maart 1996    | Vriendschappelijk    | Schotland – Australië | 1 – 0   |
| 4 | Glasgow   | 15 november 2000 | Vriendschappelijk    | Schotland – Australië | 0 – 2   |
| 5 | Edinburgh | 15 augustus 2012 | Vriendschappelijk    | Schotland – Australië | 3 – 1   |

## Samenvatting
| Competitie        | Totaal gespeeld | Winst Australië | Gelijk | Winst Schotland | Doelsaldo Australië – Schotland |
| ----------------- | --------------- | --------------- | ------ | --------------- | ------------------------------- |
| WK-kwalificatie   | 2               | 0               | 1      | 1               | 0 − 2                           |
| Vriendschappelijk | 3               | 1               | 0      | 2               | 3 − 4                           |
| Totaal            | 5               | 1               | 1      | 3               | 3 − 6                           |

Wedstrijden bepaald door strafschoppen worden, in lijn met de FIFA, als een gelijkspel gerekend.

## Details

### Eerste ontmoeting
| WK 1986 kwalificatie (Glasgow, Schotland, 20 november 1985):   |       |           |
| Schotland                                                      | 2 – 0 | Australië |
| Davie Cooper 57' Frank McAvennie 60'                           | goals |           |
| - Debuut van Frank McAvennie (West Ham United) voor Schotland. |       |           |

### Tweede ontmoeting
| WK 1986 kwalificatie (Melbourne, Australië, 4 december 1985): |       |           |
| Australië                                                     | 0 – 0 | Schotland |
|                                                               | goals |           |

### Vijfde ontmoeting
| Vriendschappelijk (Edinburgh, Schotland, 15 augustus 2012): |              | |
| Schotland | 3 – 1        | Australië |
| Jordan Rhodes 28' Jason Davidson 63' (e.d.) Ross McCormack 76' | goals        | 18' Mark Bresciano |
| Craig Levein | bondscoach   | Holger Osieck |
| Allan McGregor 22' Andy Webster Gary Caldwell 87' Christophe Berra Alan Hutton 67' Robert Snodgrass Charlie Adam James Morrison 27' Danny Fox 69' Steven Naismith Jordan Rhodes 67' | opstellingen | 46' Mark Schwarzer 60' David Carney 79' Sasa Ognenovski Lucas Neill Rhys Williams Robbie Kruse Carl Valeri 46' Mark Bresciano Luke Wilkshire 46' Brett Holman 84' Alex Brosque |
| Matt Gilks 22' Shaun Maloney 27' Ross McCormack 67' Russell Martin 68' Charlie Mulgrew 70' Ian Black 87'                                                                            | wissels      | 46' Adam Federici 46' Scott McDonald 46' Michael Jedinak 60' Jason Davidson 60' Ryan McGowan 84' Archie Thompson                                                               |
| | gele kaarten | 86' Robbie Kruse |
| - Debuut van Matt Gilks (Blackpool) en Ian Black (Rangers FC) voor Schotland. |              | |